# Ateneu d'Acció Cultural
L'Ateneu d'Acció Cultural (ADAC) és una entitat cultural i esportiva de Girona fundada l'any 1981.
L'ADAC té com a objectiu principal la defensa de la llengua, la cultura i la nació catalanes. Està organitzada en seccions, de les quals destaquen la Comissió de Normalització Lingüística, la secció de muntanya i la secció de cicloturisme. L'ADAC forma part del Cens d'entitats de foment de la llengua catalana des de l'any 2003. Des de l'any 1986, l'ADAC organitza l'entrega dels Premis de Normalització Lingüística i Cultural que reconeixen la tasca de les persones i les entitats que lluiten per la normalització de la llengua catalana i en pro de la cultura i de les tradicions de Catalunya. Des de l'any 2023, el seu president és Pep Muñoz, el qual va substituir en el càrrec l'anterior president, Manel Cassú.

## Història
Salvador Sunyer i Teresa Puntí imparteixen classes de català des de fa un temps a la Casa de Cultura de Girona, però el 1980 és un any decisiu. Aquell any es graduen prop d'una seixantena d'alumnes, un grup de joves que ja han assolit els coneixements de dos cursos de català; però d'aquest grup n'hi ha una colla que sent, encara, inquietud per aprendre a parlar i escriure correctament aquesta llengua que durant anys ha estat vetada. Aquesta colla es reuneix durant llargues hores al bar El Recés on comencen a plantejar la creació d'una entitat que lluiti per la llengua. Així neix l'Associació d'ex-Alumnes de Català (ADAC), que celebra la seva primera assemblea extraordinària el 19 de setembre d'aquell mateix any, en la qual s'aproven els estatus de l'entitat i la seva primera junta, amb Josep Maria Barneda al capdavant. Els objectius de l'ADAC eren la defensa i normalització de la llengua i la cultura catalana.
La primera gran activitat que va organitzar l'ADAC el desembre del mateix 1980, abans, fins i tot, de disposar d'un local social, va ser una conferència amb Aina Moll Marquès, figura imprescindible de la normalització de la llengua, tant a Catalunya com a Balears.
Durant els seus inicis, l'ADAC, va funcionar, també, com una petita editorial. Entre els anys 1980 i 1982 es van engegar fins a tres revistes, de les quals dues (El Batall i El Cant d'un Poble) eren d'informació general, i una (L'Estruç) era de divulgació literària. Més endavant, a principis de 1991, l'associació va editar Història de Girona per fascicles, dirigida per Lluís Costa, amb el fi d'apropar el passat de la ciutat als seus habitants d'una forma amable i amena.
Una altra activitat era difondre el cinema en català a la comarca del Gironès. Cada cap de setmana, un grup de persones carregava tot el material necessari per a la projecció, i es dirigien a diferents pobles de la comarca on es feia un visionament. La primera pel·lícula que l'ADAC va portar arreu en català va ser La ventafocs, seguida poc després per La flauta dels sis barrufets.
Poc temps havia passat des de la seva fundació quan l'ADAC es va vincular a la Crida a la Solidaritat en Defensa de la Llengua, la Cultura i la Nació Catalanes, conegut també simplement com la Crida: un moviment catalanista nascut a Barcelona que criticava la política lingüística del nou govern de la Generalitat, després de la Transició espanyola. L'ADAC, doncs, va esdevenir el representant de la Crida al gironès, i també va participar en actes que aquesta organitzava arreu, sobretot a Barcelona, on per primera vegada el moviment catalanista va aconseguir aplegar centenars de milers de persones. Arran d'aquesta sinergia, l'ADAC es va veure implicada en la iniciativa del Tren de les Nacions, que l'11 d'octubre de 1982 va portar vuit-centes persones a la seu del Parlament Europeu a Estrasburg, i que va continuar visitant altres ciutats europees, com Ginebra i París, amb el clar objectiu d'internacionalitzar el cas català.
El febrer de 1984 l'entitat va canviar el nom a "Associació d'Acció Cultural", mantenint les sigles ADAC, per poder incloure, no només els exalumnes, sinó també nous membres afins als seus ideals que no procedien d'aquells cèlebres cursos de català.
Un parell d'anys més tard, durant l'agost de 1986, l'Associació va tornar a canviar el seu nom (de nou mantenint les sigles) pel que es coneix actualment: "Ateneu d'Acció Cultural". La intenció d'anomenar-se ateneu no era cap altra que poder acollir, així, a la seva seu social altres entitats més petites que no tinguessin local. L'ADAC va fer realitat aquest propòsit aixoplugant entitats tals com el moviment Pau i Desarmament, la campanya Salvem la Vall de St. Daniel o el moviment gai en els seus principis.
Arribats a l'any 1997, quan l'ADAC ja gairebé assolia la seva majoria d'edat, el que havia sigut el president fins llavors, Josep Maria Barneda, va decidir que ja havia arribat el moment de deixar pas a un nou líder per a l'associació. En les eleccions convocades va sortir escollit Enric López Bosch qui, per motius externs, deixaria el càrrec al cap d'uns pocs mesos. El gener de 1998, després d'una època una mica incerta per a l'Ateneu, va entrar a presidir l'associació Jordi Terol, que estaria al capdavant durant el canvi de mil·lenni, i fins a l'any 2012.
Durant el mandat d'en Jordi Terol, l'ADAC va viure un fet que va suposar un canvi en el funcionament intern de l'entitat: el 2008 el soci Lluís Camps, en traspassar, va deixar el seu patrimoni en herència a l'ADAC. Aquest fet va suposar que l'associació, que sempre havia hagut de lluitar per poder-se mantenir, tingués garantida la seva continuïtat.
A Terol el va succeir Joan Sibill fins al gener de l'any 2020, moment en el qual va ser elegit Manel Cassú, el qual va ser president fins al 2023, quan l'actual president Pep Muñoz va succeir-lo.

## Seccions
Des dels seus inicis, l'ADAC comptava amb diverses seccions: algunes van créixer, d'altres van canviar, i algunes simplement van desaparèixer d'acord amb els nous temps i el context.
Una de les seccions amb més pes, des dels seus inicis, és la secció de normalització lingüística. Va ser aquesta la que va impulsar una de les activitats que encara avui és una de les més prestigioses, i s'ha fet un lloc fonamental en l'àmbit de la llengua i la cultura catalana: els Premis de Normalització Lingüística i Cultural de l'ADAC. Aquesta mateixa secció és la que va lluitar perquè l'actual Diari de Girona, llavors Los Sitios, es catalanitzés, aconseguint-ho amb èxit l'any 1988; també, uns anys més tard, el 2005, la secció va dur a terme una ferma campanya per aconseguir catalanitzar les emblemàtiques fires de Girona, repartint CD de cantants i grups catalans a tots els firaires amb el fi que el jovent pogués escoltar i familiaritzar-se amb la música de la terra. Durant aquests anys així mateix es van impulsar iniciatives socials que van perdurar en el temps, com serien els cèlebres sopars tertúlia: vetllades organitzades per l'ADAC on es convidava una personalitat catalana que compartia amb els assistents les seves perspectives i experiències. Pasqual Maragall, Pilar Rahola, Oriol Junqueras, Jordi Pujol i Marta Mata són algunes de les persones que van passar per les 111 edicions celebrades.
Una altra activitat, que ha arribat fins al dia d'avui, són les històries de viatgers: conferències impartides per socis o simpatitzants de l'ADAC, on relaten un viatge que han fet per tal que les persones assistents puguin conèixer nous territoris.
Les seccions de muntanya i cicloturista, fundades els anys 1989 i 1997 respectivament, ambdues continuen actives encara avui. Aquestes seccions van aportar i aporten a l'ADAC un prestigi en l'àmbit de l'esport i l'oci a l'aire lliure. De fet, la secció de muntanya es considera una de les més potents de la comarca. Aquesta es va iniciar gràcies a la inquietud d'un grup de socis aficionats al senderisme. La primera sortida va ser de Sant Miquel als Àngels, un camí que havia caigut en desús després d'un incendi als anys vuitanta, i que aquests socis de l'ADAC van tornar a obrir per tal de poder fer aquesta primera i emblemàtica excursió.

Les comissions de treball actualment actives són:
- Llengua (promoció, Premis de Normalització Lingüística i Cultural, Plataforma per la Llengua)
- Cultura (activitats culturals, sortides culturals, recerca històrica, viatgers i viatgers)
- Identitat
- Muntanya i esplai (excursions i sortides, penya cicloturista)
- Patrimoni
- Música
- Comunicació i relacions exteriors

## Convenis
El febrer de 2020 es va signar el conveni segons el qual l'ADAC es convertia en la representant territorial de Plataforma per la Llengua al Gironès.
En la mateixa línia, el novembre de 2020 l'ADAC també va signar un conveni amb la teleoperadora catalana Parlem, mostrant així el seu suport a les empreses que ofereixen productes o serveis de proximitat.

## Llista cronològica dels presidents
- Josep Maria Barneda (1980-1997)
- Enric López Bosch (1997-1998)
- Jordi Terol (1998-2012)
- Joan Sibill (2012-2020)
- Manel Cassú (2020-2023)
- Pep Muñoz (2023-)

## Les seus de l'ADAC
La primera seu de l'ADAC es podria considerar que va ser al bar El Recés, al carrer Ginesta, 6, perquè va ser on es trobaven els membres quan encara no tenien local. A aquest bar es van fer les primeres reunions i es van idear els estatuts de l'associació que es va constituir l'agost de 1980.
El gener de l'any 1981, quan l'ADAC ja portava pràcticament un any en ebullició, per fi es podia dir que tenien seu pròpia, al carrer Bisbe Lorenzana, 9, primer pis. La inauguració es va fer el 25 de setembre de 1981, coincidint amb el primer aniversari de l'associació.
El juny de 1982 l'ADAC va traslladar la seva seu a la planta principal del carrer Auriga, 2, que es va inaugurar oficialment al desembre d'aquell mateix any. Aquesta seu va ser assaltada el gener de 1983 per uns desconeguts que van entrar a robar, i van pintar creus gammades al local.
Gairebé deu anys més tard, l'octubre de 1991, l'ADAC va tornar a canviar de seu, per anar aquesta vegada al primer pis del número 21 del carrer Nou. Aquesta seu es va inaugurar al desembre del mateix any. L'objectiu d'aquest canvi de local era que l'ADAC pogués fer la funció d'ateneu, tal com s'havia proposat amb el darrer canvi de nom i, per tant, donar cabuda a altres associacions.
Amb el canvi de mil·lenni, el setembre del 2000, l'ADAC va canviar de local, fins a situar-se a la seu que ocupa actualment, al pis principal de la pujada Sant Domènec número 2, un local que encara permet que altres associacions s'hi reuneixin.